# Prix national d'art narratif
Le prix national d'art narratif (en finnois : Sarjakuvataiteen valtionpalkinto) est un prix de bande dessinée finlandais remis depuis 2014. C'est l'un des prix nationaux d'art remis par le centre pour la promotion des arts du gouvernement finlandais.
Doté de 15 000 €, il récompense un auteur de bande dessinée finlandais pour l'ensemble de son œuvre ou pour ses travaux des trois dernières années.

## Lauréats
| Année | Auteur(e)             | Dates |
| ----- | --------------------- | ----- |
| 2014  | Kati Kovács           | 1963- |
| 2016  | Hanneriina Moisseinen | 1978- |
| 2018  | Kati Rapia (fi)       | 1972- |
| 2021  | Tiitu Takalo          | 1978- |
| 2023  | Juliana Hyrri (fi)    | 1989- |